# Jan Broeksz
Johannes Bartholomeus (Jan) Broeksz (Amsterdam, 12 februari 1906 - Hilversum, 19 november 1980) was een Nederlands omroeppionier, die decennialang een gezichtsbepalende figuur was binnen de VARA.
Broeksz kwam in 1929 bij de VARA in dienst, die toen nog een kleine omroep was, zodat hij veel verschillende dingen te doen kreeg. Zijn belangrijkste functie in de jaren '30 was chef de bureau, maar hij werkte ook als verslaggever. Daarbij concentreerde hij zich op sport en binnenlands nieuws. Zo was hij in 1933 de eerste die reportages van een Elfstedentocht verzorgde.
Op 1 augustus 1940 verliet Broeksz de omroep, uit protest tegen het feit dat deze onder toezicht gesteld was van de NSB'er Rost van Tonningen. Tijdens de oorlog werkte Broeksz voor de PTT en hield hij zich bezig met verzetswerk.
Na de bevrijding werd Broeksz een van de belangrijkste figuren in de Nederlandse omroepwereld. Zo was hij bestuurslid van de Nederlandse Radio Unie, de Stichting Nederlandse Schoolradio en later de NOS. Later was hij voorzitter van de European Broadcasting Union. Van 1966 tot zijn pensioen in 1971 was Broeksz ook omroepvoorzitter van de VARA. In die laatste functie was hij de opvolger van Jaap Burger.
Naast zijn omroepwerk was Broeksz ook actief in de politiek. Van 1935 tot 1962 (met een onderbreking van 1941 tot 1945 vanwege de oorlog) zat hij voor de SDAP en vanaf 1946 voor de PvdA in de gemeenteraad van Hilversum. Van 1956 tot 1980 was hij voor de Partij van de Arbeid lid van de Eerste Kamer, van 1968 tot 1975 was hij fractievoorzitter. Ook zetelde hij als PvdA-politicus van 1970 tot 1979 in het Europees Parlement; hij was daarin niet verkozen maar aangewezen (de eerste verkiezingen voor het Europees Parlement vonden pas in 1979 plaats). Naar hem werd de J.B. Broekszprijs vernoemd.

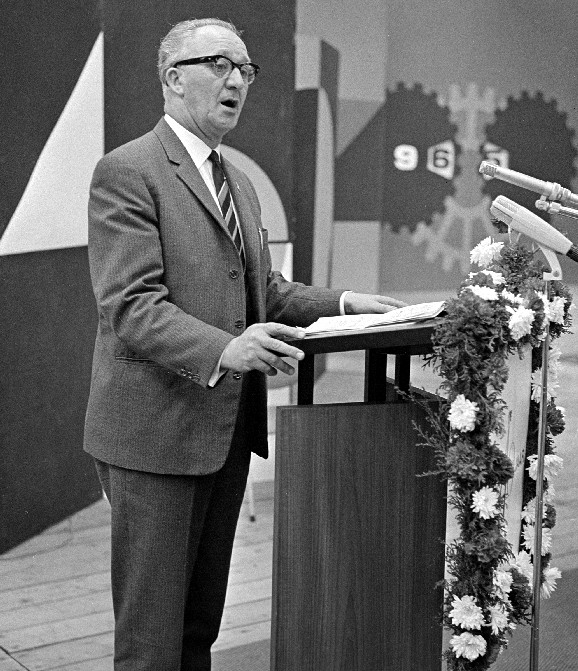
J.B. Broeksz tijdens een presentatie in 1965